# Fujiwara no Umakai

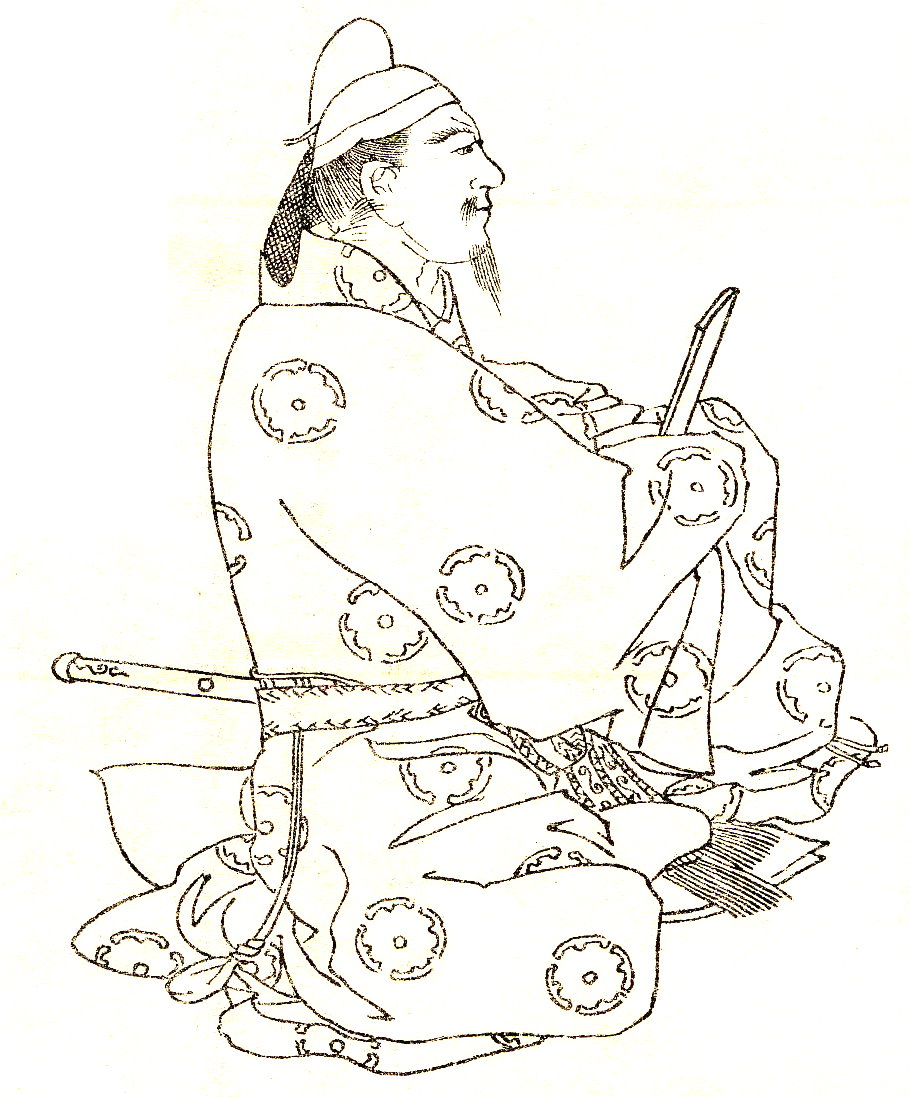
Fujiwara no Umakai von Kikuchi Yosai

Fujiwara no Umakai (jap. 藤原 宇合, auch: 藤原 馬養; * 694; † 3. September 737) war ein japanischer Staatsmann, General und Dichter.
Der Sohn des Fujiwara no Fuhito wurde 716 als Vizebotschafter nach China gesandt. Er wurde 719 Gouverneur der Provinz Hitachi und Inspektor der Gouverneure der Provinzen Awa, Kazusa und Shimousa. 724 wurde er Minister für Zeremonien (式部卿, shikibu-kyō) am kaiserlichen Hof. Im Jahr 731 erfolgte die Ernennung zum Ratgeber (参議, sangi) und im Folgejahr wurde er zum Generalgouverneur der Provinzen auf Kyūshū (西海道節度使, Saikaidō setsudoshi von chin. jiedushi) berufen.
Wie seine Brüder Fujiwara no Muchimaro, Fujiwara no Fusasaki und Fujiwara no Maro fiel Umakai 737 einer Pockenepidemie zum Opfer. Zum Zeitpunkt seines Todes war er Ratgeber, Minister für Zeremonien, Generalgouverneur von Dazaifu (大宰帥, Dazai no sochi/sotsu) und hatte den 3. wirklichen Hofrang inne.
Mit seinen Brüdern ist er Begründer der vier „Häuser“ der Fujiwara-Familie. Seines wurde Shiki-ke (式家) genannt.
Einige Gedichte Umakais sind in der Sammlung Man’yōshū überliefert, ein weiteres in der Sammlung chinesischer Gedichte Kaifūsō.